# Newe Dekalim

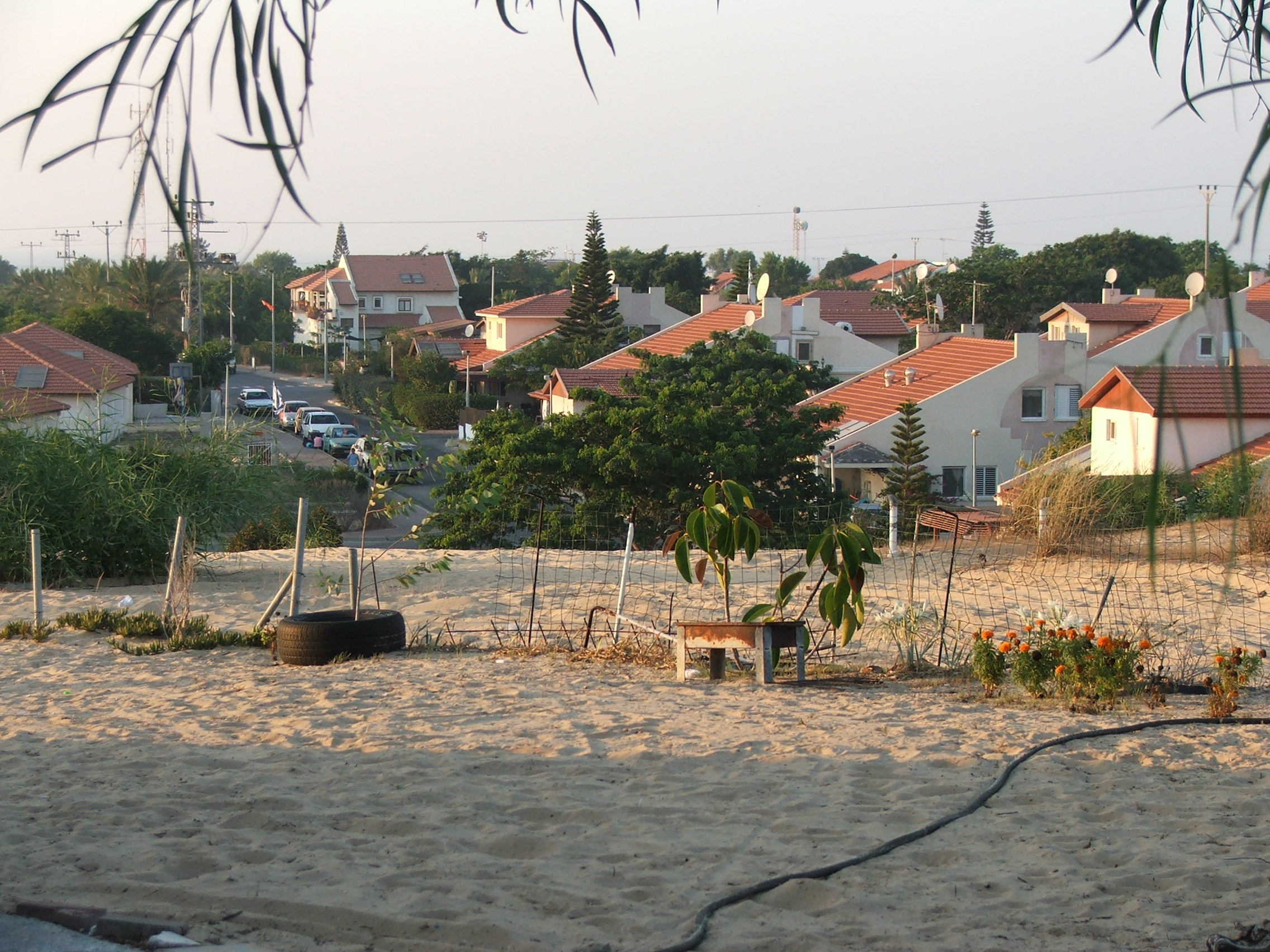
Blick auf Newe Dekalim (2005)

Newe Dekalim (hebräisch נְוֶה דְּקָלִים Nəweh Dəqalīm, deutsch ‚Oase von Palmen‘) war eine israelische Siedlung im Siedlungsblock Gusch Katif im südlichen Gazastreifen. 
Sie wurde 1983 gegründet, nachdem Israel sich von der Sinai-Halbinsel zurückgezogen hatte. Newe Dekalim grenzt an die palästinensische Stadt Chan Yunis. Die Bevölkerung der Siedlung bestand bis zum August 2005 aus etwa 500 Familien von orthodoxen Juden; die Einwohnerzahl lag zuletzt bei knapp 2700. Newe Dekalim war die größte jüdische Siedlung in Gaza. Sie diente als Sitz der Siedlungsverwaltung und als regionales Zentrum für die vorwiegend landwirtschaftlich ausgerichteten benachbarten Siedlungen im Gusch-Katif-Block.
Bei einem Granatenangriff wurden am 25. Juli 2004 sechs Kinder verletzt.
Im Rahmen des Rückzugs Israels aus dem Gazastreifen wurde die Siedlung geräumt; die letzte Familie verließ Newe Dekalim am 17. August 2005. Die Häuser von Newe Dekalim wurden zerstört, die Infrastruktur hingegen sollte für die Palästinenser erhalten bleiben.
Siehe auch:
- Liste israelischer Siedlungen

Koordinaten: 31° 21′ N, 34° 16′ O